# Маріяна Ковачевич
Маріяна Ковачевич (нар. 20 липня 1978) — колишня хорватська тенісистка.
Найвищу одиночну позицію світового рейтингу — 273 місце досягла 24 серпня 1998, парну — 292 місце — 6 липня 1998 року.
Здобула 3 одиночні та 7 парних титулів.

## Фінали ITF

### Одиночний розряд: 8 (3–5)
| Результат | Дата              | Турнір                    | Покриття | Суперниця          | Рахунок          |
| --------- | ----------------- | ------------------------- | -------- | ------------------ | ---------------- |
| Поразка   | 4 вересня 1995    | Пореч, Хорватія           | Ґрунт    | Катя Ковач         | 3–6, 6–3, 6–7(4) |
| Поразка   | 23 червня 1997    | Мілан, Італія             | Трава    | Андрея Ехрітт-Ванк | 2–6, 3–6         |
| Перемога  | 14 липня 1997     | Чивітанова-Марке, Італія  | Ґрунт    | Катя Пікколіні     | 6–0, 6–0         |
| Перемога  | 7 вересня 1997    | Супетар, Хорватія         | Ґрунт    | Даріне Мецова      | 2–6, 6–3, 6–3    |
| Поразка   | 14 вересня 1997   | Шибеник (місто), Хорватія | Ґрунт    | Мая Палавершич     | 2–6, 6–4, 2–6    |
| Перемога  | 26 липня 1998     | Камайоре, Італія          | Ґрунт    | Аліче Канепа       | 5–7, 6–4, 6–2    |
| Поразка   | 28 листопада 1998 | Мілан, Італія             | Ґрунт    | Магдалена Кучерова | 2–6, 6–3, 3–6    |
| Поразка   | 17 вересня 2000   | Біоград-на-Мору, Хорватія | Ґрунт    | Даніела Казанова   | 6–1, 1–6, 4–6    |

### Парний розряд: 13 (7–6)
| Результат | Дата            | Турнір                       | Покриття   | Партнерка                | Суперниці                          | Рахунок          |
| --------- | --------------- | ---------------------------- | ---------- | ------------------------ | ---------------------------------- | ---------------- |
| Перемога  | 20 липня 1997   | Чивітанова-Марке, Італія     | Ґрунт      | Кристина Поятина         | Роберта Ламаньї Флавія Пеннетта    | 6–4, 6–1         |
| Перемога  | 14 вересня 1997 | Шибеник (місто), Хорватія    | Ґрунт      | Кристина Поятина         | Ана Радельєвич Катарина Валкьова   | 6–3, 6–2         |
| Поразка   | 24 травня 1998  | Модена, Італія               | Ґрунт      | Кристина Поятина         | Аліче Канепа Алессія Ломбарді      | 7–6, 3–6, 5–7    |
| Перемога  | 21 червня 1998  | Градо                        | Ґрунт      | Мая Палавершич           | Ваніна Казанова Андрея Ванк        | 3–6, 6–3, 6–1    |
| Перемога  | 20 липня 1998   | Камайоре, Італія             | Ґрунт      | Зузана Гейдова           | Х'яна Гутьєррес Еуженія Мая        | 6–2, 6–0         |
| Поразка   | 24 серпня 1998  | Мілан, Італія                | Трава      | Джулія Казоні            | Мотідзукі Хіроко Такемура Рьоко    | 6–4, 6–7(5), 4–6 |
| Перемога  | 27 вересня 1998 | Шибеник (місто), Хорватія    | Тверде (i) | Катарина Среботнік       | Бланка Кумбарова Ольга Виметалкова | 6–3, 6–1         |
| Поразка   | 17 травня 1999  | Пезаро, Італія               | Ґрунт      | Катерина Сисоєва         | Драгана Ілич Мая Матевжич          | 4–6, 3–6         |
| Перемога  | 10 квітня 2000  | Хвар, Хорватія               | Ґрунт      | Мара Сантанджело         | Зузана Гейдова Петра Рацлавська    | 6–3, 4–6, 6–3    |
| Перемога  | 28 серпня 2000  | Мостар, Боснія і Герцеговина | Ґрунт      | Мая Палавершич           | Магдалена Маршалек Дар'я Панова    | 6–2, 6–0         |
| Поразка   | 4 вересня 2000  | Задар, Хорватія              | Ґрунт      | Івана Вишич              | Петра Диздар Міа Марович           | 2–6, 3–6         |
| Поразка   | 8 квітня 2001   | Афіни, Греція                | Ґрунт      | Биляна Павлова-Димитрова | Сандра Клеменшиц Даніела Клеменшиц | 3–6, 5–7         |
| Поразка   | 14 квітня 2002  | Макарська, Хорватія          | Ґрунт      | Даніела Казанова         | Петра Цетковська Тіна Герголд      | 5–7, 2–6         |